# Dresser (Wisconsin)
Dresser es una villa ubicada en el condado de Polk en el estado estadounidense de Wisconsin. En el Censo de 2010 tenía una población de 895 habitantes y una densidad poblacional de 177,94 personas por km².

## Geografía
Dresser se encuentra ubicada en las coordenadas 45°21′47″N 92°38′5″O / 45.36306, -92.63472. Según la Oficina del Censo de los Estados Unidos, Dresser tiene una superficie total de 5.03 km², de la cual 5.02 km² corresponden a tierra firme y (0.15%) 0.01 km² es agua.

## Demografía
Según el censo de 2010, había 895 personas residiendo en Dresser. La densidad de población era de 177,94 hab./km². De los 895 habitantes, Dresser estaba compuesto por el 98.1% blancos, el 0.22% eran afroamericanos, el 0% eran amerindios, el 0.45% eran asiáticos, el 0.11% eran isleños del Pacífico, el 0.67% eran de otras razas y el 0.45% pertenecían a dos o más razas. Del total de la población el 1.9% eran hispanos o latinos de cualquier raza.